# موسى قلعة
موسي قلعة إحدى مدن ولاية هلمند في أفغانستان، والتی عصت علی الغزاة منذ وقت طويل. تقع موسي قلعة شمالی هلمند. حاولت الحکومة الأفغانية وقوات التحالف بزعامة الولايات المتحدة الاستيلاء علی البلدة، ولکنها واجهت مقاومة شرسة من عناصر طالبان هناك. ولکن بعد مواجهات عنيفة، استولت قوات الآيساف علی موسي قلعة في سبتمبر 2006.
لم يمض المزيد من الوقت، وفي 1 فبراير 2007، استعادت طالبان السيطرة على المدينة.

## المناخ
يظهر الجدول التالي التغييرات المناخية على مدار السنة لموسى قلعة:
| البيانات المناخية لـموسى قلعة     | البيانات المناخية لـموسى قلعة | البيانات المناخية لـموسى قلعة | البيانات المناخية لـموسى قلعة | البيانات المناخية لـموسى قلعة | البيانات المناخية لـموسى قلعة | البيانات المناخية لـموسى قلعة | البيانات المناخية لـموسى قلعة | البيانات المناخية لـموسى قلعة | البيانات المناخية لـموسى قلعة | البيانات المناخية لـموسى قلعة | البيانات المناخية لـموسى قلعة | البيانات المناخية لـموسى قلعة | البيانات المناخية لـموسى قلعة |
| الشهر                             | يناير                         | فبراير                        | مارس                          | أبريل                         | مايو                          | يونيو                         | يوليو                         | أغسطس                         | سبتمبر                        | أكتوبر                        | نوفمبر                        | ديسمبر                        | المعدل السنوي                 |
| --------------------------------- | ----------------------------- | ----------------------------- | ----------------------------- | ----------------------------- | ----------------------------- | ----------------------------- | ----------------------------- | ----------------------------- | ----------------------------- | ----------------------------- | ----------------------------- | ----------------------------- | ----------------------------- |
| متوسط درجة الحرارة الكبرى °م (°ف) | 11.3 (52.3)                   | 13.5 (56.3)                   | 20.3 (68.5)                   | 26.7 (80.1)                   | 32.7 (90.9)                   | 28.3 (82.9)                   | 39.6 (103.3)                  | 38.1 (100.6)                  | 33.5 (92.3)                   | 27.3 (81.1)                   | 19.6 (67.3)                   | 13.8 (56.8)                   | 25.4 (77.7)                   |
| المتوسط اليومي °م (°ف)            | 4.7 (40.5)                    | 7.0 (44.6)                    | 13.0 (55.4)                   | 18.6 (65.5)                   | 23.7 (74.7)                   | 28.4 (83.1)                   | 30.3 (86.5)                   | 28.2 (82.8)                   | 23.0 (73.4)                   | 17.1 (62.8)                   | 10.6 (51.1)                   | 6.2 (43.2)                    | 17.6 (63.6)                   |
| متوسط درجة الحرارة الصغرى °م (°ف) | −1.8 (28.8)                   | 0.5 (32.9)                    | 5.8 (42.4)                    | 10.8 (51.4)                   | 14.8 (58.6)                   | 18.6 (65.5)                   | 21.0 (69.8)                   | 18.4 (65.1)                   | 12.5 (54.5)                   | 7.0 (44.6)                    | 1.6 (34.9)                    | −1.3 (29.7)                   | 9.0 (48.2)                    |
| المصدر: Climate-Data.org          |                               |                               |                               |                               |                               |                               |                               |                               |                               |                               |                               |                               |                               |